# Rai Open 2011
Il Rai Open 2011 è stato un torneo professionistico di tennis maschile giocato sulla terra rossa. È stata la 3ª edizione del torneo, che fa parte dell'ATP Challenger Tour nell'ambito dell'ATP Challenger Tour 2011. Si è giocato a Roma in Italia dall'11 al 17 aprile 2011.

## Partecipanti

### Teste di serie
| Nazionalità | Giocatore             | Ranking* | Testa di serie |
| ----------- | --------------------- | -------- | -------------- |
| Austria     | Andreas Haider-Maurer | 96       | 1              |
| Germania    | Björn Phau            | 112      | 2              |
| Turchia     | Marsel İlhan          | 117      | 3              |
| Germania    | Andreas Beck          | 122      | 4              |
| Germania    | Julian Reister        | 125      | 5              |
| Rep. Ceca   | Ivo Minář             | 131      | 6              |
| Germania    | Simon Greul           | 132      | 7              |
| Austria     | Martin Fischer        | 135      | 8              |

- Ranking al 4 aprile 2011.

### Altri partecipanti
Giocatori che hanno ricevuto una wild card:
- Thomas Fabbiano
- Alessandro Giannessi
- Thomas Muster
- Gianluca Naso

Giocatori che sono passati dalle qualificazioni:
- Pablo Carreño Busta
- Pavol Červenák
- Boris Pašanski
- Cedrik-Marcel Stebe
- Nikola Mektić (lucky loser)

## Campioni

### Singolare
Thomas Schoorel ha battuto in finale  Martin Kližan con il punteggio di 7–5, 1–6, 6–3

### Doppio
Martin Kližan /  Alessandro Motti hanno battuto in finale  Thomas Fabbiano /  Walter Trusendi, 7–6(3), 6–4